# William Beardmore
Pour les articles homonymes, voir Beardmore.
William Beardmore (né le 16 octobre 1856 à Deptford et mort le 9 avril 1936 à Strathnairn), 1er baron Invernairn, est un industriel britannique.
Il s'occupa de nombreuses entreprises liées au domaine de la mécanique, du travail de l'acier et de la construction navale.
Beardmore a parrainé l'expédition Nimrod d'Ernest Shackleton en Antarctique, laquelle baptisera le glacier Beardmore en son honneur.